# Minnesota Historical Society

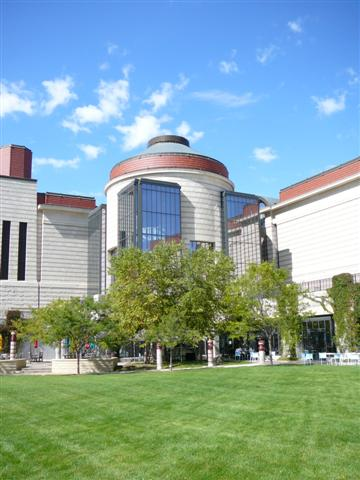
MNHS History Center in Saint Paul, Minnesota

Die Minnesota Historical Society ist eine private und gemeinnützige Bildungs- und Kultureinrichtung, die sich der Wahrung der Geschichte des Bundesstaates Minnesota widmet. Sie wurde 1849 ins Leben gerufen und verfügt heute über die größten Archive, Sammlungen und Bibliotheken zur Geschichte Minnesotas.
Die Organisation wurde 1849 – neun Jahre vor Gründung des Bundesstaates – von rund 100 Bürgern, darunter Alexander Ramsey, gegründet und hat sich zum Ziel gesetzt, historische Gegenstände und Dokumente der Vergangenheit und Gegenwart aufzubewahren und das Wissen an zukünftige Generationen weiterzugeben. Heute unterhält sie neben mehreren Museen auch zahlreiche historische Sehenswürdigkeiten. Die Sammlungen der Historical Society verfügen über 500.000 Bücher, 37.000 Karten, 250.000 Fotografien, 5.500 Zeichnungen, Drucke und Malereien, 165.000 historische Artefakte, 800.000 archäologische Gegenstände und zahlreiche Schriftstücke und Dokumente. Seit 1992 werden die meisten dieser Gegenstände im für 76,4 Millionen Dollar neugebauten History Center in St. Paul ausgestellt.
Die Minnesota Historical Society hat gegenwärtig rund 16.000 Mitglieder.